# Hayward (Minnesota)
Pour les articles homonymes, voir Hayward.
Hayward est une ville américaine située dans le Comté de Freeborn, dans le Minnesota. Selon le recensement de 2010, sa population est de 250 habitants.

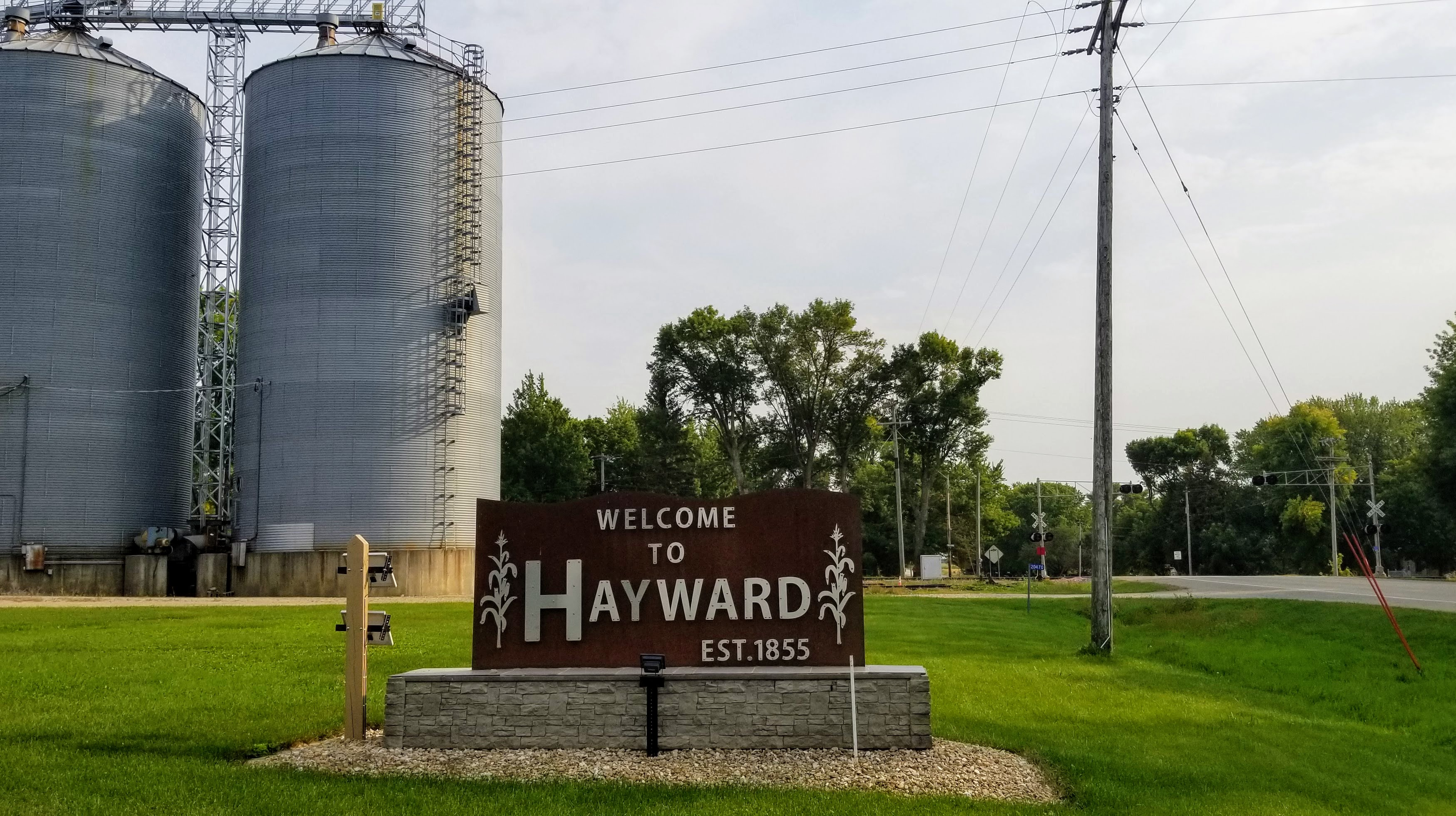
Panneau indiquant "Bienvenue à Hayward, établi en 1855". En arrière-plan, des silos à grains et des arbres sont visibles.